# 파주 용미리 마애이불입상
파주 용미리 마애이불입상(坡州 龍尾里 磨崖二佛立像)은 대한민국 경기도 파주시 광탄면 용미리에 있는 고려시대의 마애불이다.
1963년 1월 21일 대한민국의 국보 제93호 파주용미리석불입상(坡州龍尾里石佛立像)으로 지정되었다가, 2010년 8월 25일 현재의 명칭으로 변경되었다.

## 개요
파주시 광탄면에 있는 용암사의 거대한 천연 암벽에 2구의 불상을 우람하게 새겼는데, 머리 위에는 돌갓을 얹어 토속적이고 전통적인 분위기를 느끼게 한다.
커다란 자연석을 그대로 이용한 까닭에 신체 비율이 맞지 않아 굉장히 거대하고 웅장한 느낌이 든다. 이런 점에서 불성(佛性)보다는 세속적인 특징이 잘 나타나는 지방화된 불상이다. 왼쪽의 둥근 갓을 쓴 원립불(圓笠佛)은 목이 원통형이고 두손은 가슴앞에서 연꽃을 쥐고 있다. 오른쪽의 사각형 갓을 쓴 방립불(方笠佛)은 합장한 손모양이 다를 뿐 신체조각은 왼쪽 불상과 같다.
지방민의 구전에 의하면, 둥근 갓의 불상은 남상(男像), 사각형의 모난 갓의 불상은 여상(女像)이라 한다. 고려 선종이 자식이 없어 원신궁주(元信宮主)까지 맞이했지만, 여전히 왕자가 없었다. 이것을 못내 걱정하던 궁주가 어느날 꿈을 꾸었는데, 두 도승(道僧)이 나타나 ‘우리는 장지산(長芝山) 남쪽 기슭에 있는 바위 틈에 사는 사람들이다. 매우 시장하니 먹을 것을 달라’고 하고는 사라져 버렸다. 꿈을 깬 궁주가 하도 이상하여 왕께 아뢰었더니 왕은 곧 사람을 장지산에 보내어 알아 오게 하였는데, 장지산 아래에 큰 바위 둘이 나란히 서 있다고 보고하였다. 왕은 즉시 이 바위에다 두 도승을 새기게 하여 절을 짓고 불공을 드렸는데, 그 해에 왕자인 한산후(漢山候)가 탄생했다는 것이다.
이 불상들은 고려시대의 조각으로 그다지 우수한 편은 아니지만, 탄생설화가 있는 점 등을 미루어 볼 때 고려시대 지방화된 불상양식을 연구하는 귀중한 예로 높이 평가된다.

## 마애불
오른쪽 석불은 사각형 모자, 왼쪽 석불은 둥근 모자를 쓴 모습이므로 용미리 쌍미륵 석불이라고도 한다. 거대한 바위를 다듬어 만든 것으로 바위 면에는 몸체를 새기고 몸체 위에는 목과 머리, 갓을 따로 조성해서 올린 특이한 불상이다. 자연석을 그대로 이용한 까닭으로 신체의 비례가 조화를 이루지 못하지만 워낙 당당하고 거대한 불상이라 엄청난 힘을 느끼게 한다.

## 사진

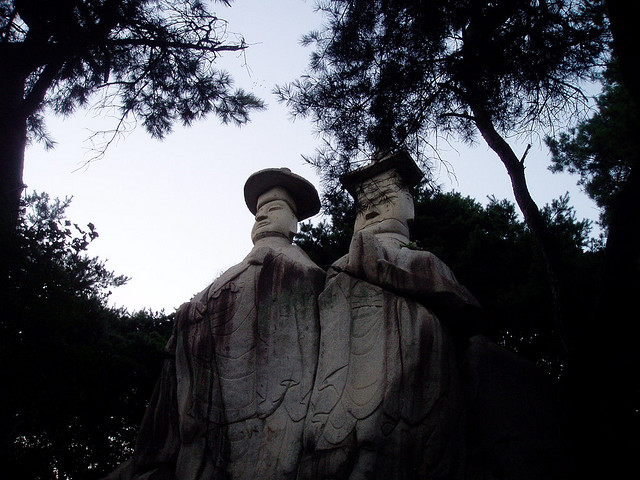
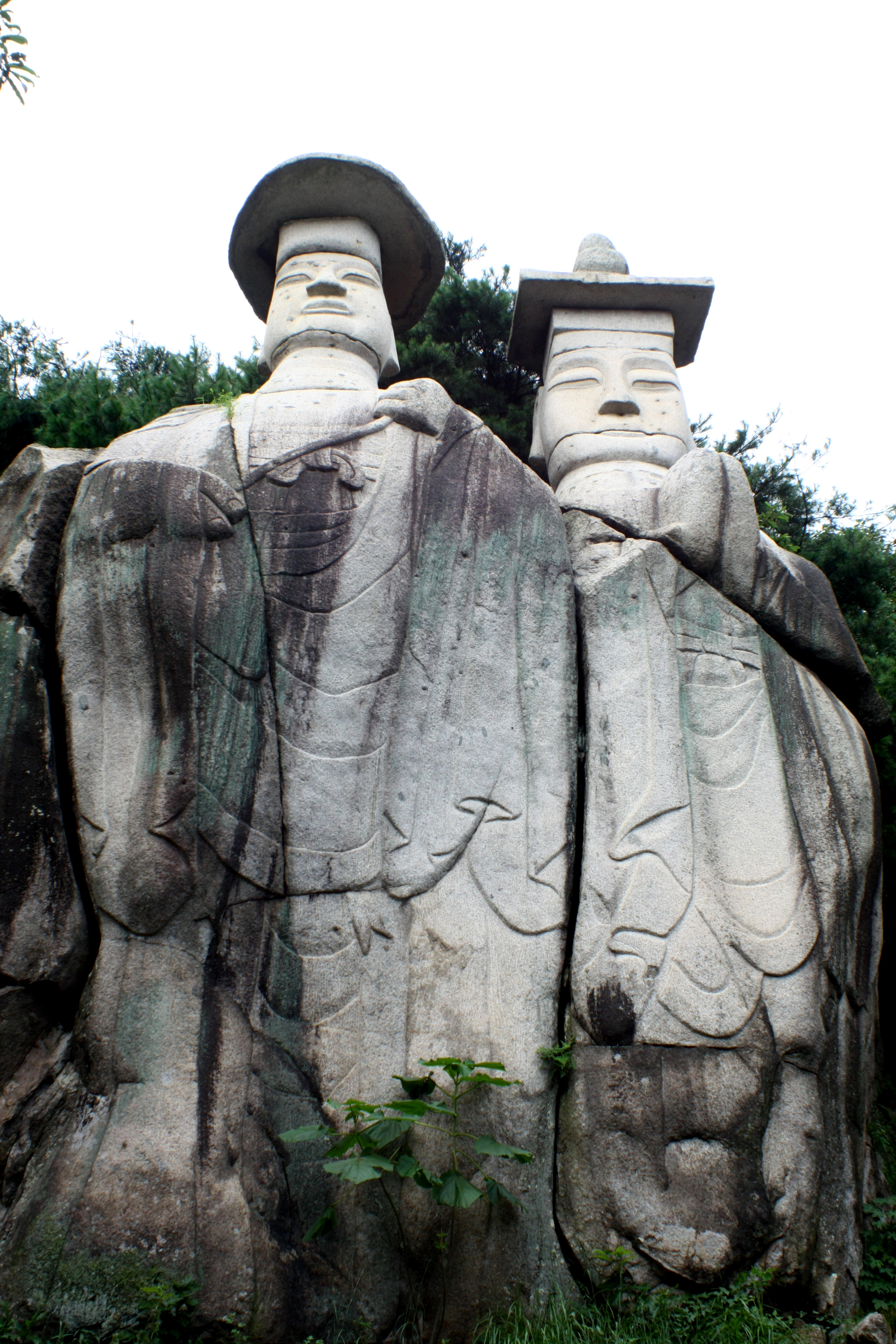
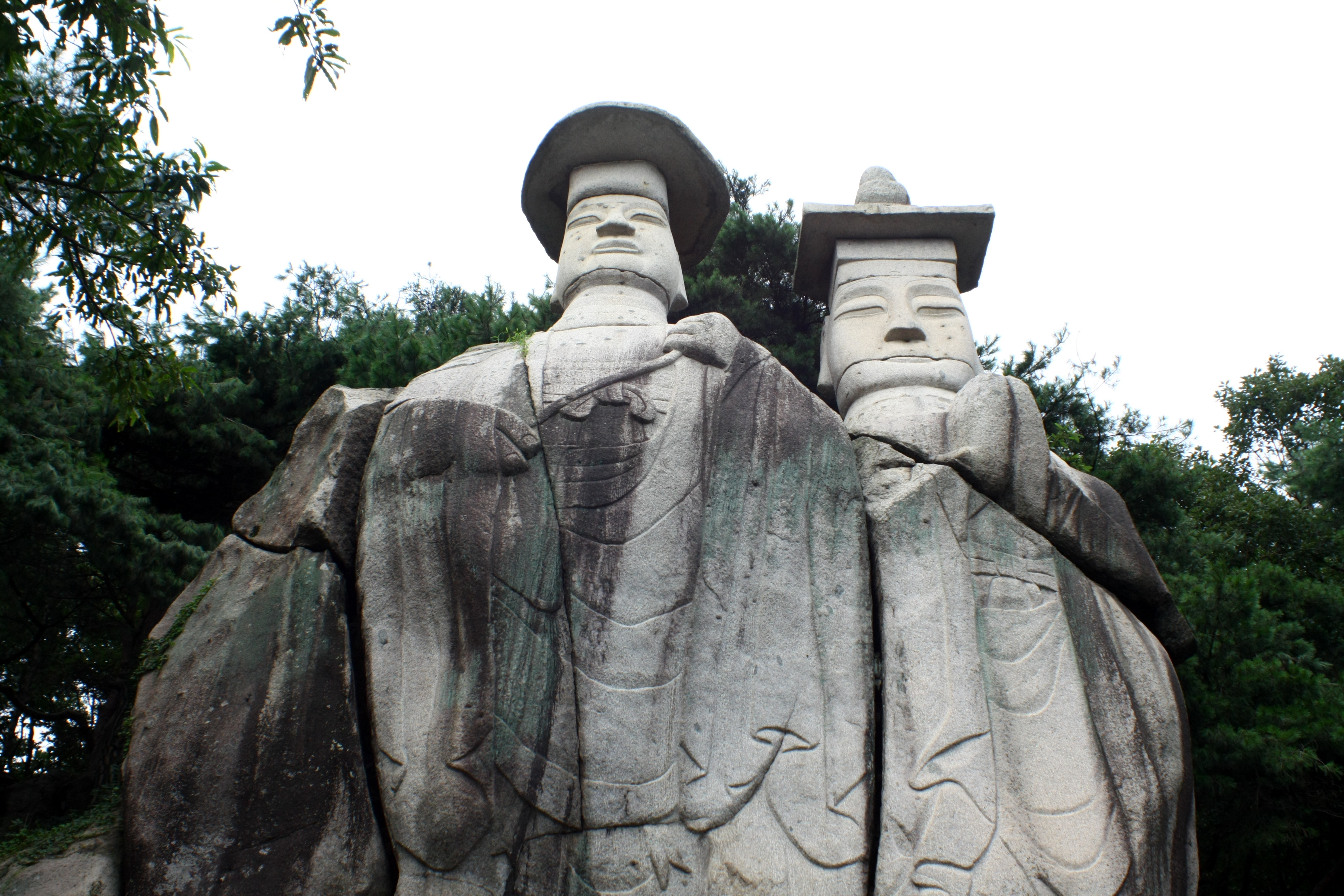
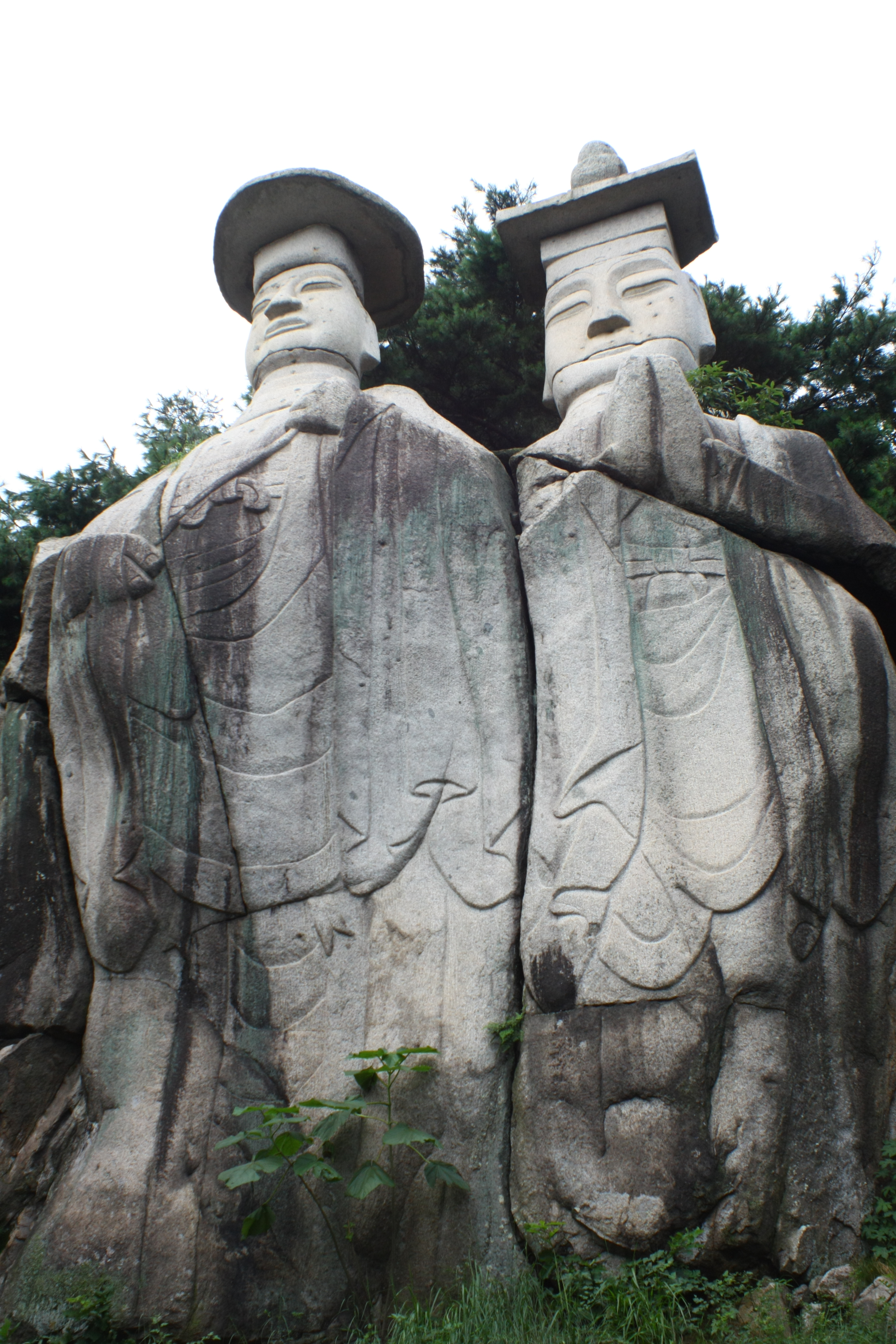
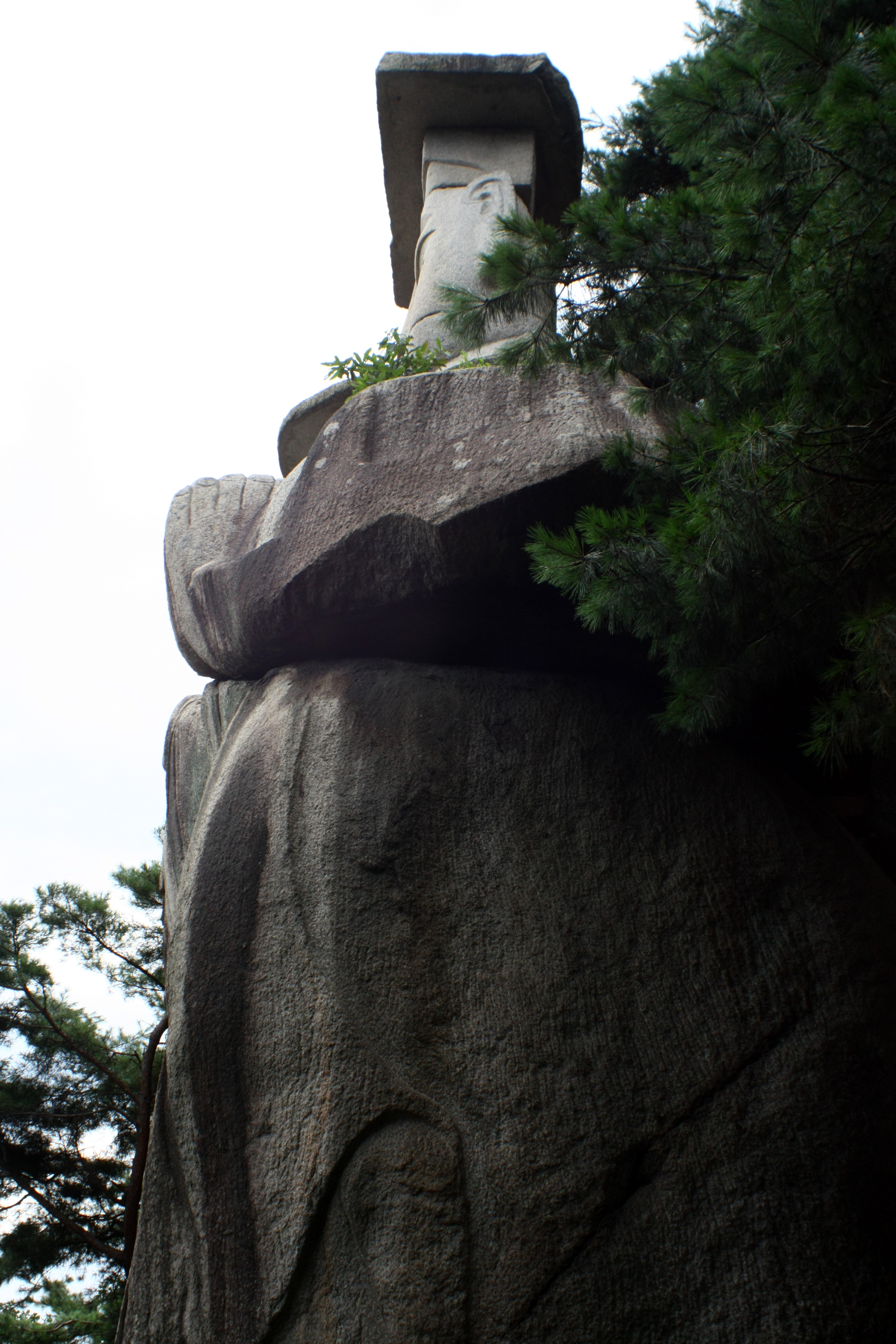
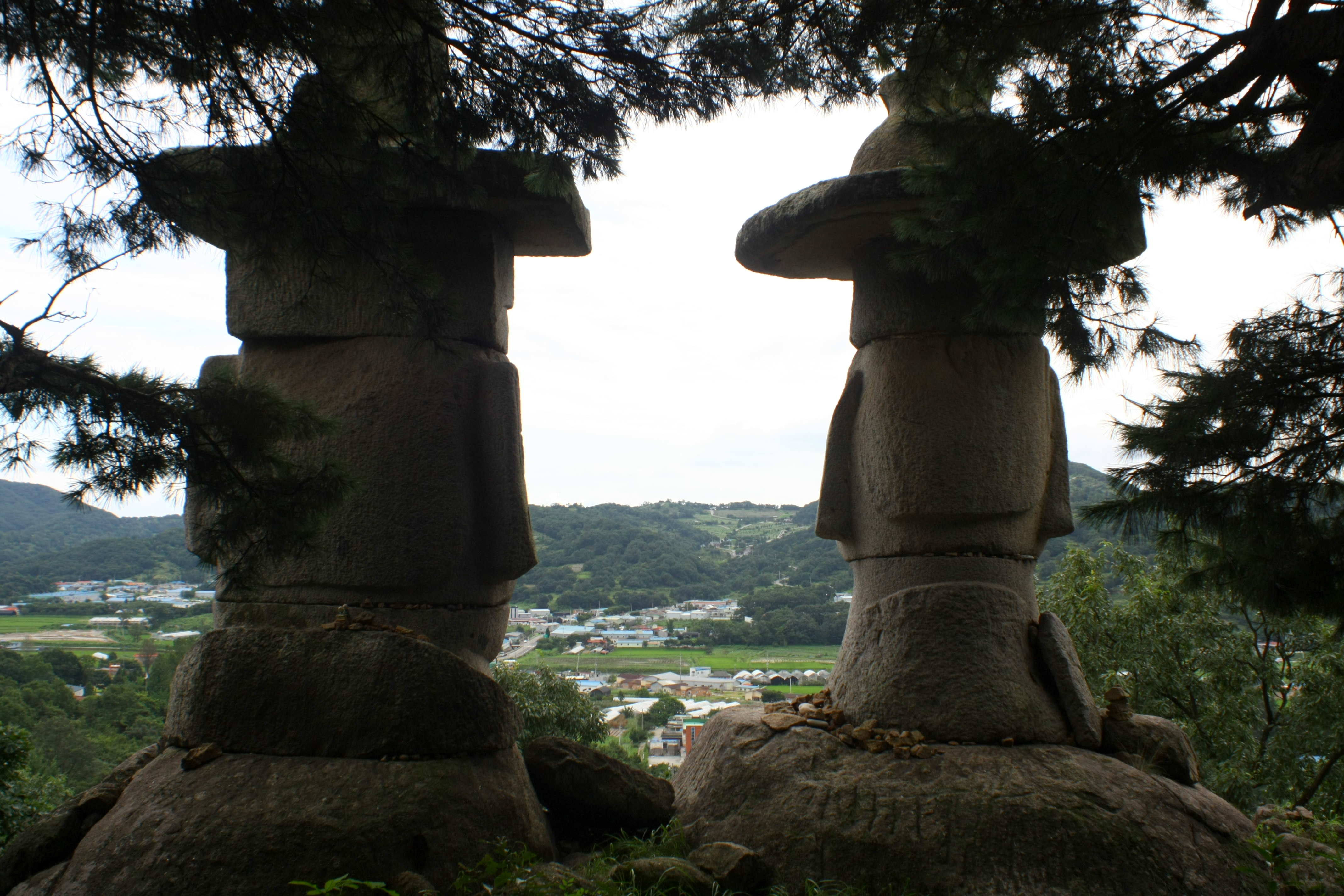
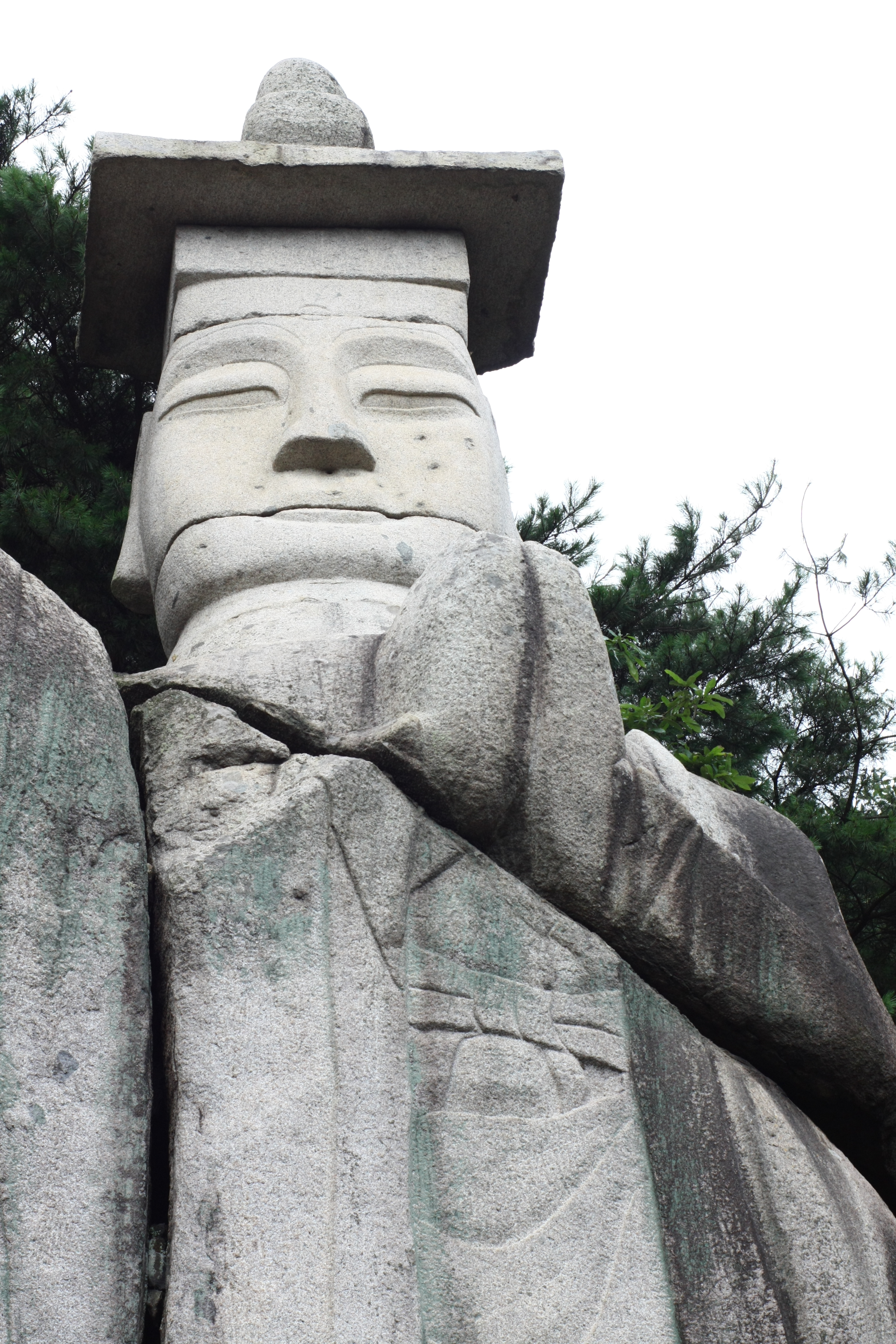
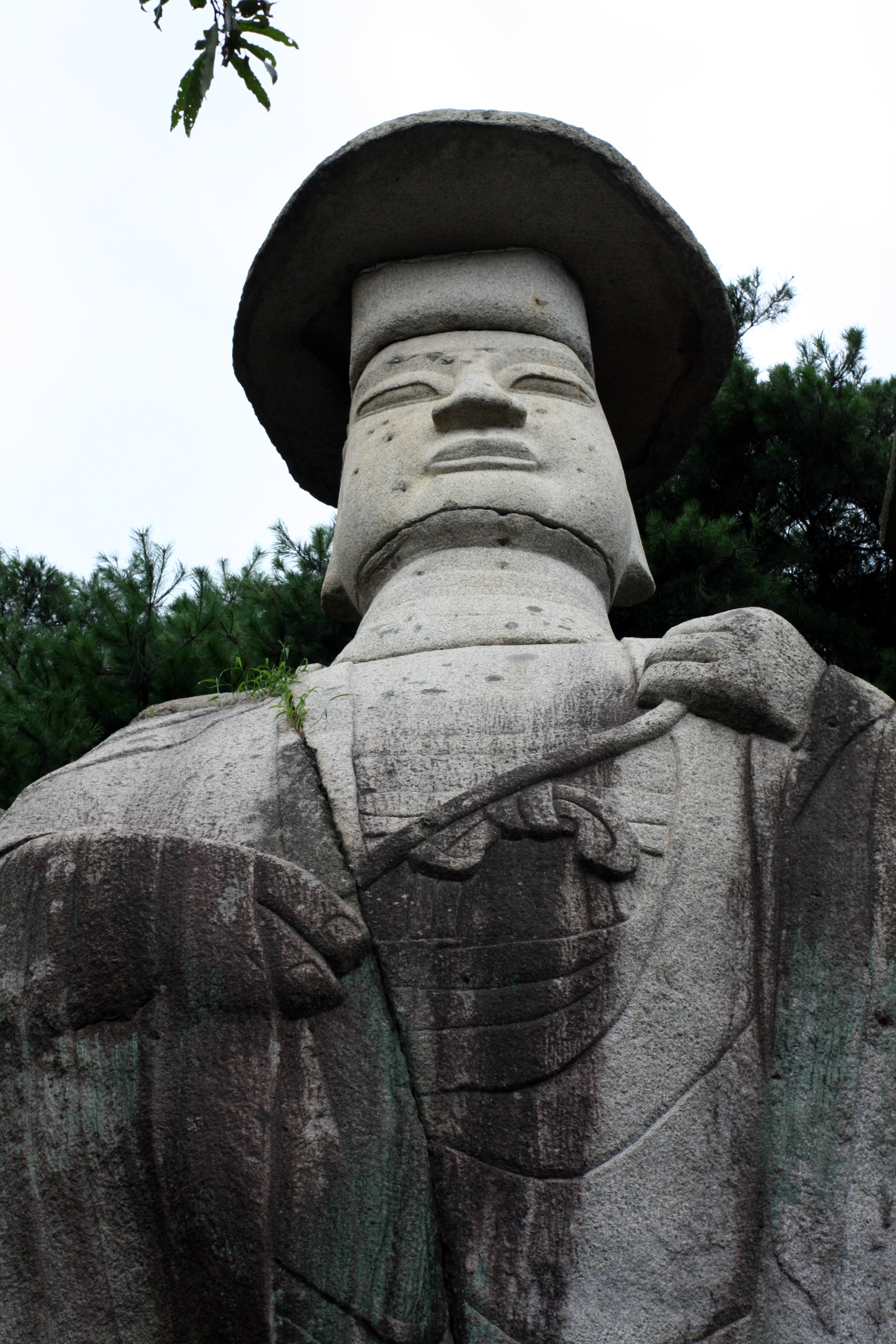
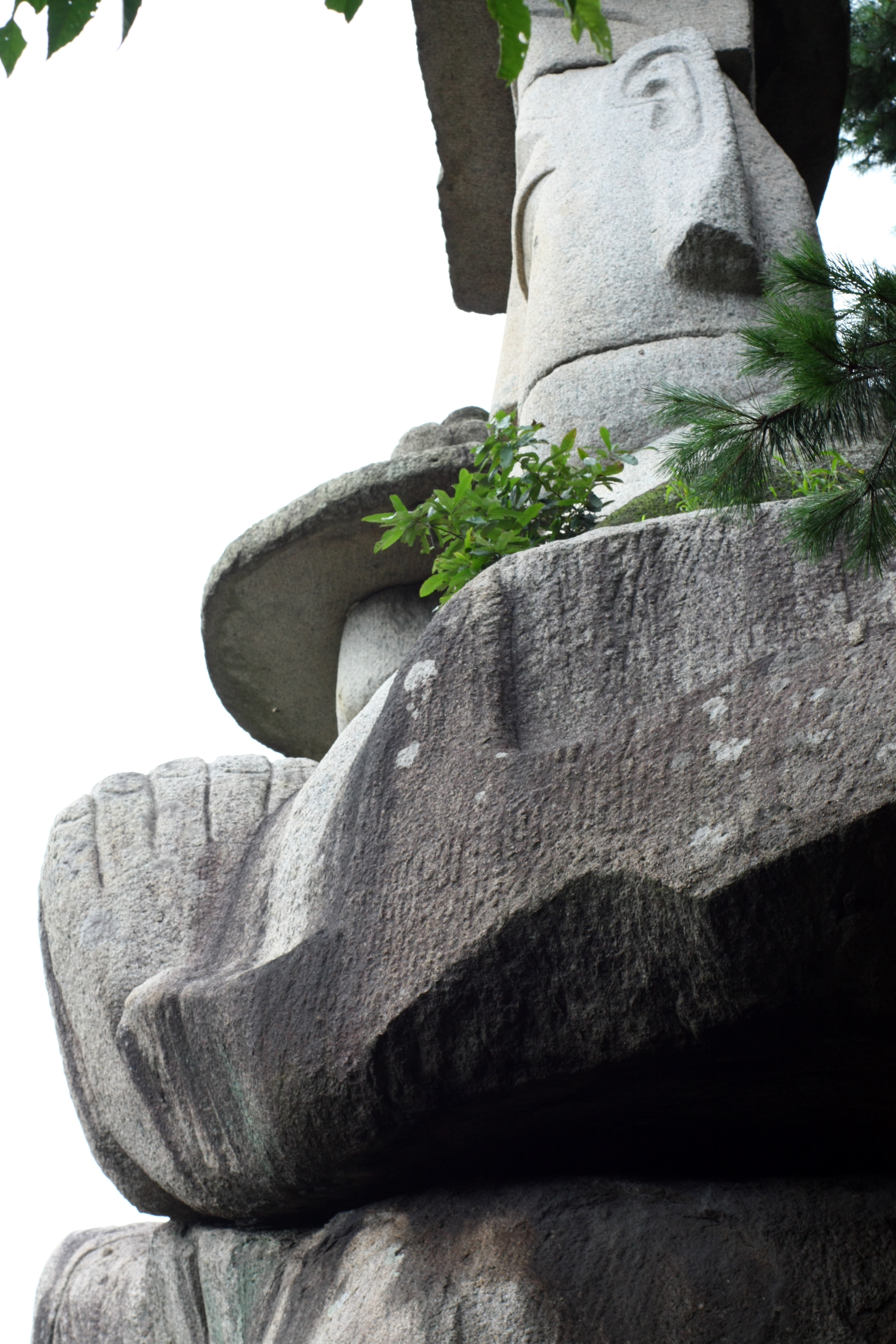
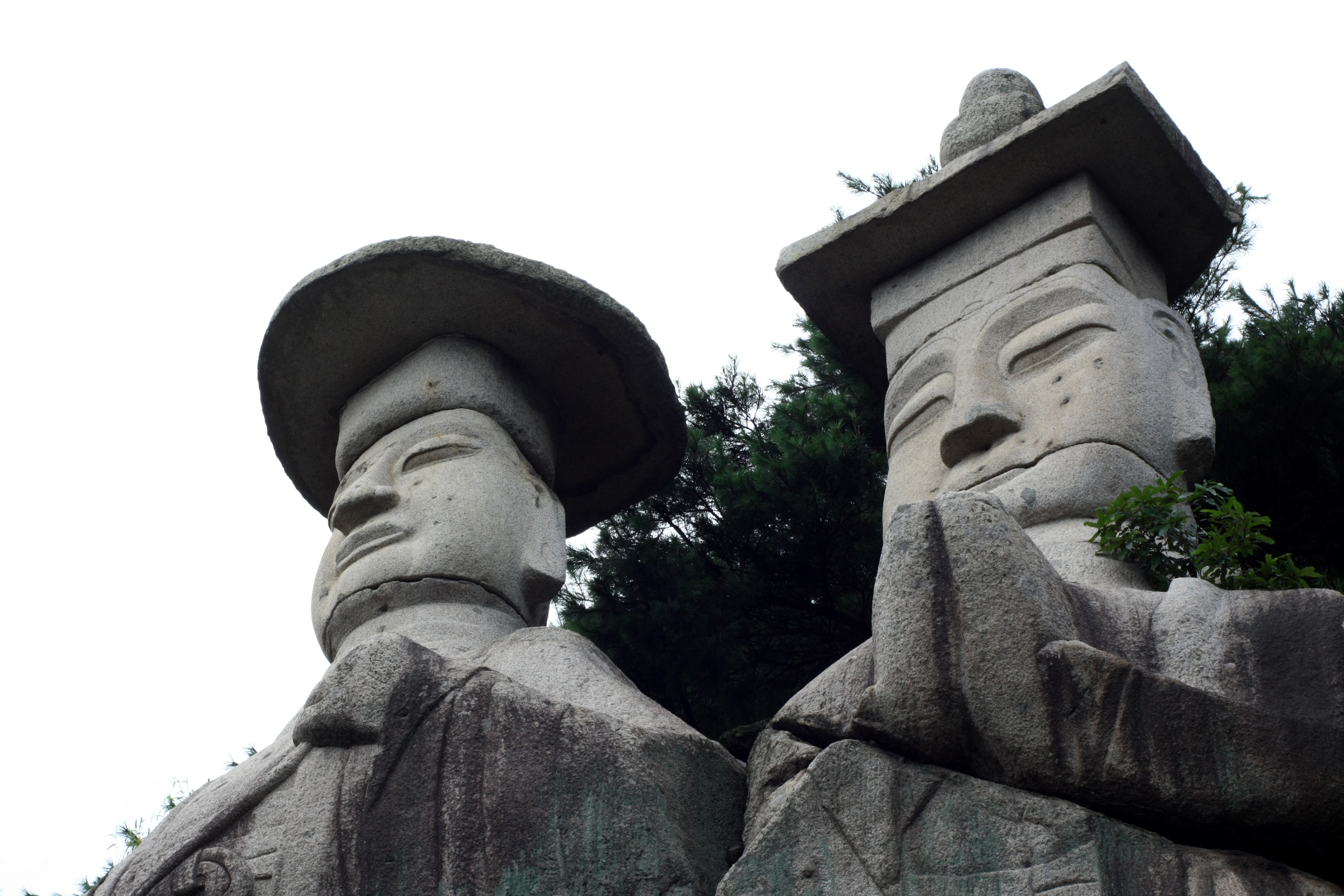
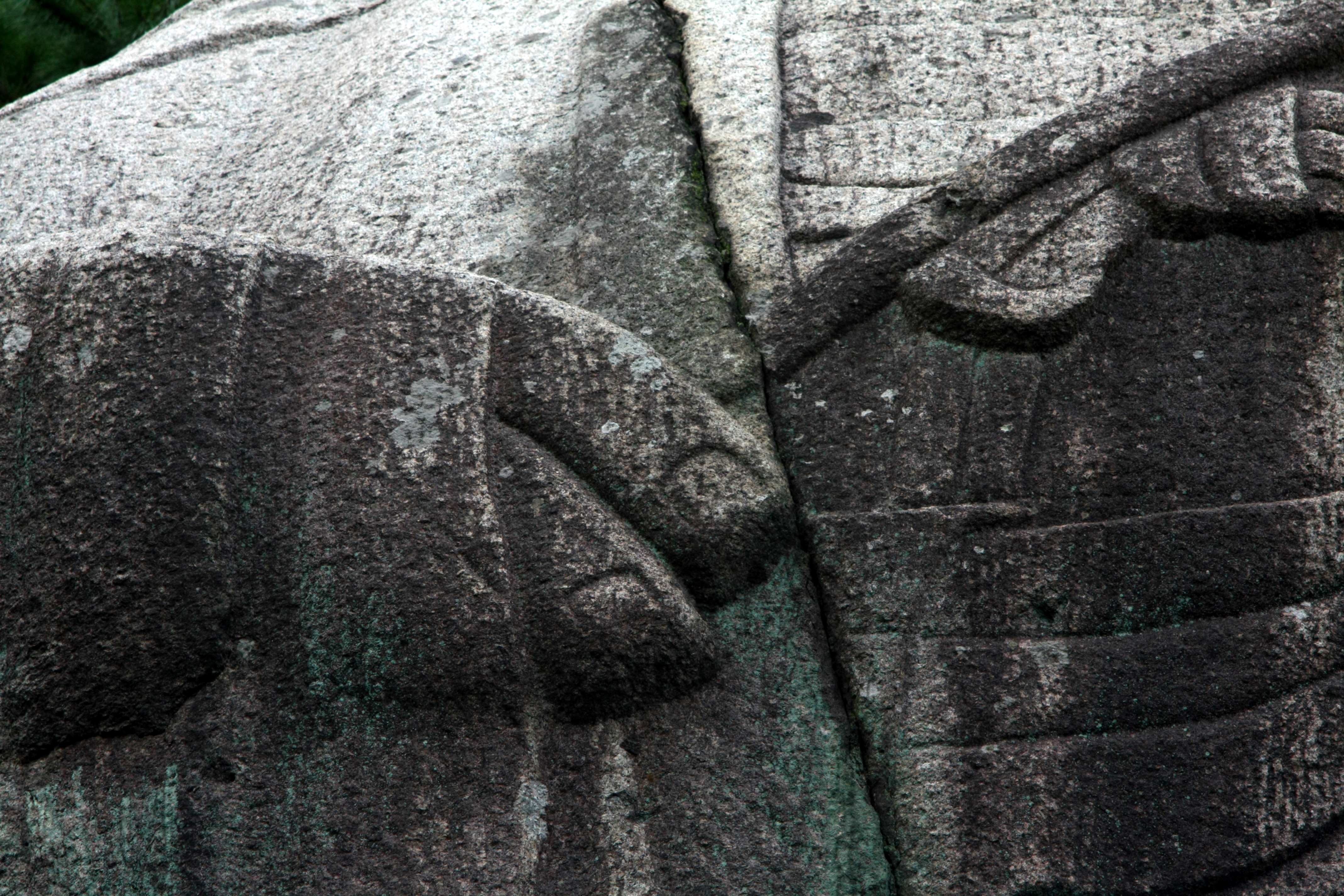
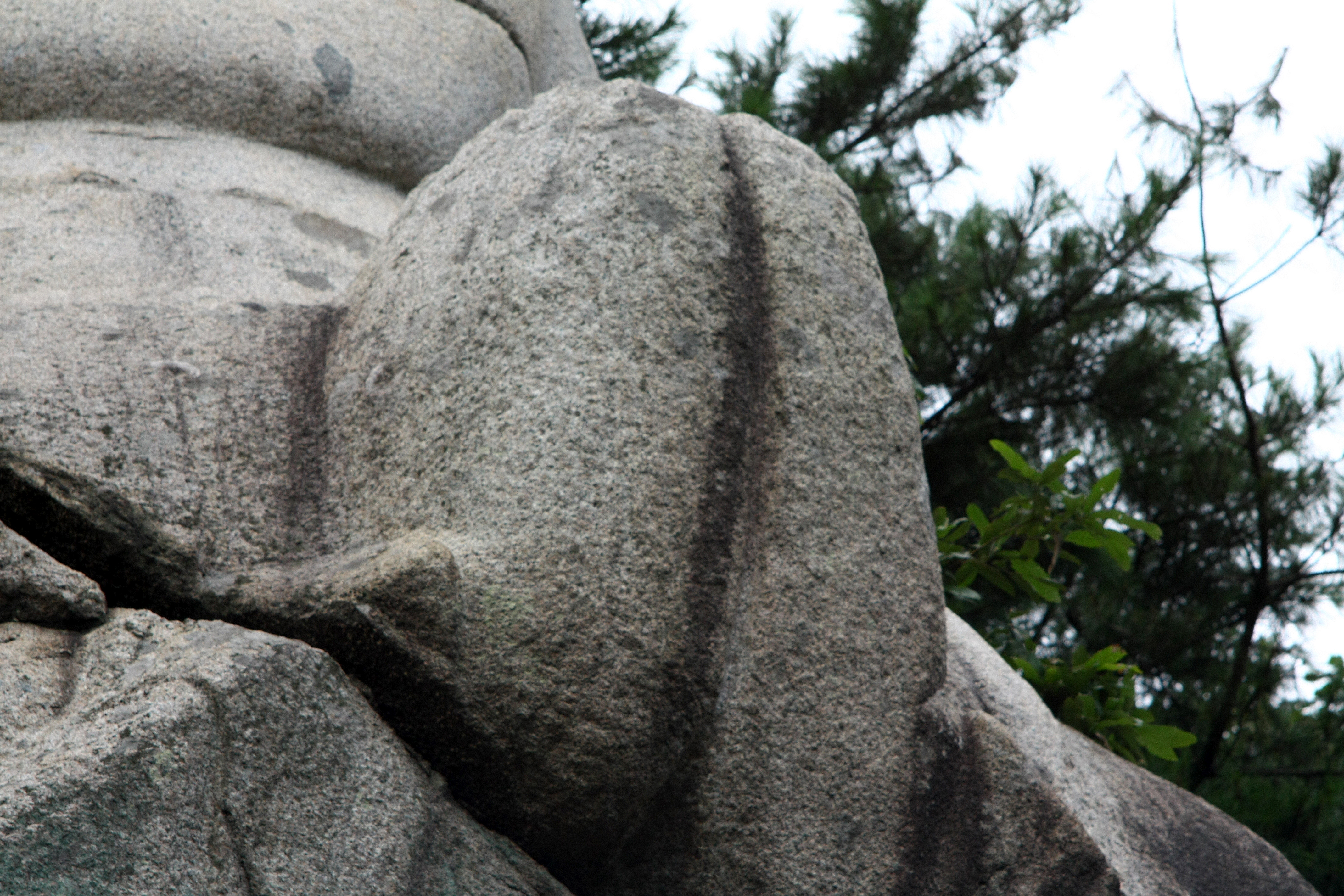

## 참고 자료
- 파주 용미리 마애이불입상 - 국가유산청 국가유산포털
- 이 문서에는 다음커뮤니케이션(현 카카오)에서 GFDL 또는 CC-SA 라이선스로 배포한 글로벌 세계대백과사전의 내용을 기초로 작성된 글이 포함되어 있습니다.